# Polikarpov I-1
Polikarpov I-1 là mẫu máy bay tiêm kích cánh đơn nội địa đầu tiên của Liên Xô.

## Quốc gia sử dụng
Liên Xô
- Không quân Liên Xô

## Tính năng kỹ chiến thuật
Dữ liệu lấy từ Gunston, The Osprey Encyclopedia of Russian Aircraft 1875-1995
Đặc điểm tổng quát
- Kíp lái: 1
- Chiều dài: 8.3 m (27 ft 3.75 in)
- Sải cánh: 10.80 m (35 ft 5¼ in)
- Diện tích cánh: 20 m2 (215 ft2)
- Trọng lượng có tải: 1.510 kg (3.329 lb)
- Powerplant: 1 × Liberty L-12 kiểu động cơ piston, 298 kW (400 hp) mỗi chiếc

Hiệu suất bay
- Vận tốc cực đại: 264 km/h (164 mph)
- Tầm bay: 650 km (404 dặm)
- Trần bay: 6.750 m (22.150 ft)

Vũ khí trang bị
- 2 × súng máy PV-1 7,62 mm (0.3 in)